# Піцагейт

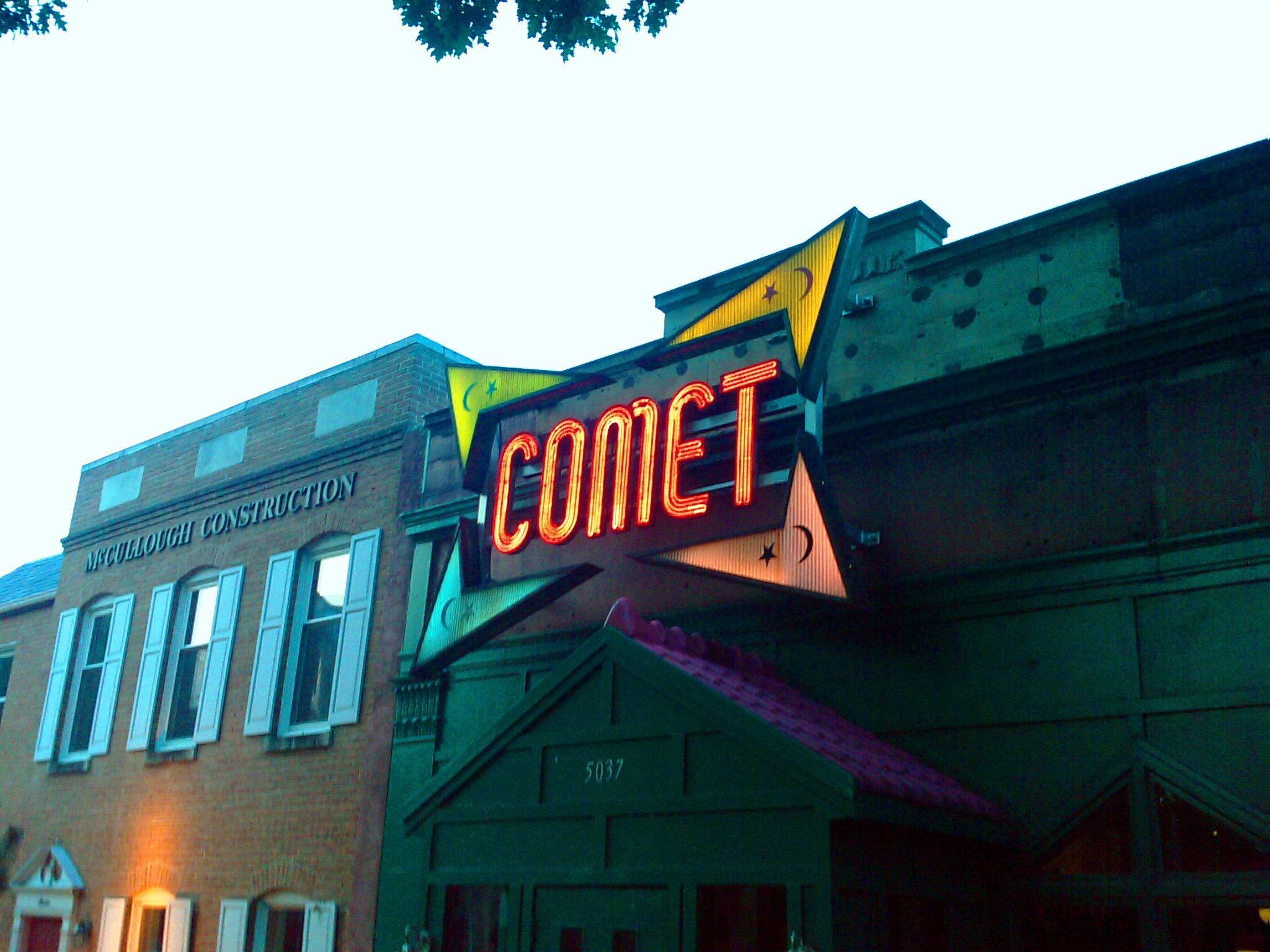
Піцерія Comet Ping Pong

«Піцагейт» (англ. Pizzagate) — теорія змови, відповідно до якої впливові прихильники Гілларі Клінтон пов'язані з таємною організацією педофілів. З'явилася у США у період президентських виборів 2016 року.
Теорія виникла у результаті публікації на різних сайтах і в соціальних мережах статей і постів, у яких обговорювався можливий зв'язок популярної піцерії Comet Ping Pong у Вашингтоні з таємною і впливовою організацією педофілів. Усі ці публікації ґрунтувалися на опублікованому на Wikileaks у розпал передвиборчих перегонів листуванні начальника штабу Гілларі Клінтон Джона Подести з власником піцерії. Прихильники теорії будують свої припущення на основі «підозрілих» збігів, фотографій у Instagram та інших непрямих ознаках.
Теорія була піддана критиці і названа фальшивою новиною багатьма ЗМІ широкого політичного спектру: від The New York Times до Fox News . Поліцейський департамент округу Колумбії назвав «Піцагейт» «вигаданою теорією змови» .

## Поява і поширення

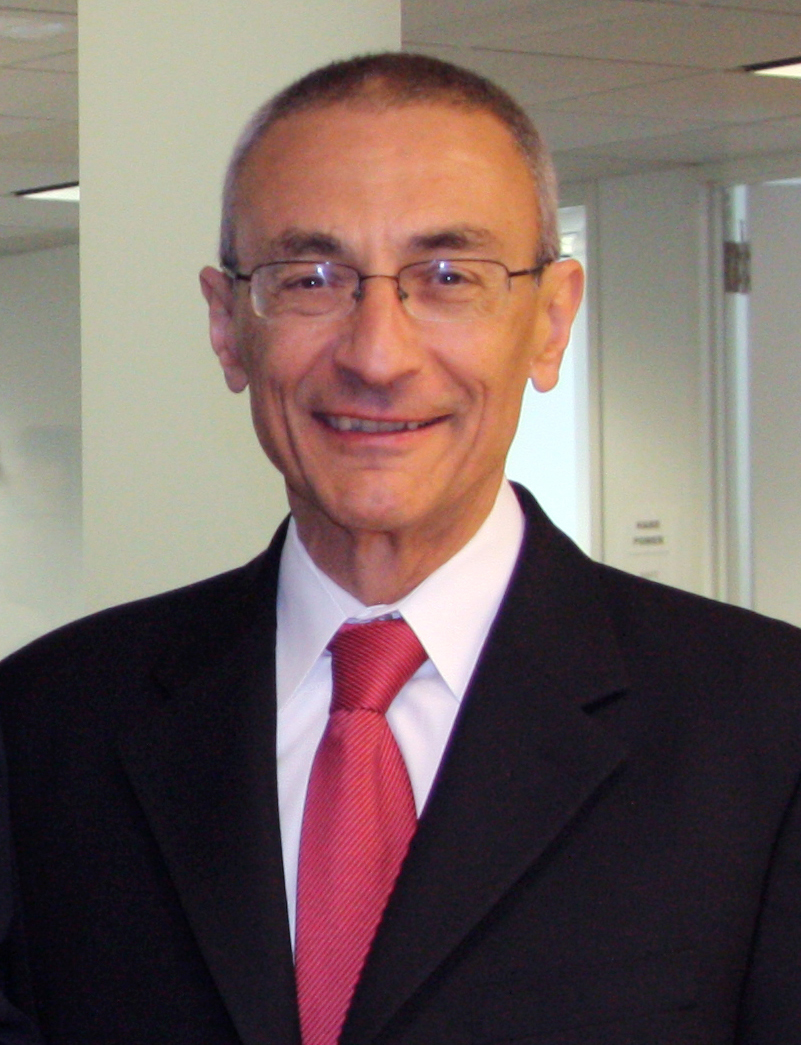
Джон Подеста

Повідомлення про «Піцагейт» почали з'являтися під час передвиборчих перегонів на президентських виборах 2016 року. Теорія зародилася завдяки інтернет-користувачам, що вивчали електронну пошту Джона Подести, опубліковану на Wikileaks на початку листопада 2016 року . Теорія ґрунтується на спекуляції про те, що деякі зі слів, які регулярно зустрічаються у листуванні Подести, являють собою кодові слова, що означають педофілію і торгівлю людьми . Прихильники теорії вважають, що на зустрічах членів таємної педофільської організації практикується сатанинське ритуальне насильство, що педофілічні символи використовуються у логотипах ряду організацій, і що Джон Подеста і його брат Тоні Подеста були причетні до зникнення Меделейн Мак-Канн .
Теорія була викладена на форумі Godlike Productions і наступного дня з'явилася на YourNewsWire, де цитувався пост з форуму 4chan . Історія блискавично розлетілася по сайтам фейкових новин. У публікації на SubjectPolitics стверджувалося, що поліцейський департамент Нью-Йорка провів обшуки в будинку Гілларі Клінтон, а заголовок новини на сайті Conservative Daily Post говорив, що ФБР «підтвердило» правдивість цієї історії .

Приблизно у цей же час користувачі Twitter і 4chan почали вивчати електронні листи Джона Подести, розшукуючи у них «кодові слова», пов'язані з їжею, які імовірно свідчили про існування таємної організації, що займалася торгівлею людьми . Згідно The New York Times, на думку користувачів 4chan фраза " піца з сиром " у листуванні Подести представляла собою кодове слово для позначення дитячої порнографії (в англійській мові ці словосполучення мають однакові ініціали: c heese p izza, c hild p ornography) . За кілька днів до президентських виборів стаття про «Піцагейт» з'явилася на Reddit, а потім і на інших мейнстрімних новинних сайтах . У статті на Reddit, згодом видаленої із сайту, говорилося про причетність до педофілії вашингтонської піцерії Comet Ping Pong : 
|  | Усі, пов`язані із цим бізнесом, роблять напівприховані, напівлукаві чи напівсаркастичні згадки про секс із дітьми. Художники, які працюють на них або з ними, породжують культові твори із зображенням смерті, крові, обезголовлення, сексу, і, звичайно ж, піци. |

 Історію підхопили сайти фейкових новин і почали обговорювати альтернативні праві активісти .

## Погрози і насильство
Піцерія Comet Ping Pong почала отримувати сотні повідомлень і телефонних дзвінків із погрозами від людей, які повірили фейковій новині . Власник ресторану, Джеймс Алефантіс, отримував погрози убивства . Він розповів The New York Times: "З моменту, коли ця божевільна, сфабрикована теорія змови почала поширюватися, ми опинилися під постійною атакою. Днями безперервно я тільки і займаюся тим, що намагаюся усунути наслідки цього і захистити моїх працівників і друзів від переслідувань " . Прихильники теорії виявили сторінку Алефантіса в Instagram і використовували деякі зі знайдених там фотографій для того, щоб «довести» теорію .
4 грудня 2016 року Едгар Медісон Велч, 28-річний уродженець Північної Кароліни, зробив у Comet Ping Pong три постріли з гвинтівки AR-15 . У результаті були пошкоджені стіни, стіл і двері . Ніхто не постраждав . Пізніше Велч розповів правоохоронцям, що планував провести власне розслідування причетності піцерії і її працівників до педофілії . Він здався поліції після того, як переконався, що в піцерії не тримали дітей під замком .